# Divided We Fall
Divided We Fall is een real-time tacticsspel ontwikkeld door het Nederlandse KAVA Game Studio. Het spel speelt zich af tijdens de Tweede Wereldoorlog en werd op 7 september 2016 uitgebracht via Steam Early Access. De volledige versie verscheen op 3 oktober 2017.

## Spelverloop
Divided We Fall is een tactisch strategiespel waarin spelers de controle hebben over een squad van vier soldaten. Soldaten kunnen afzonderlijk of gezamenlijk worden aangestuurd. De uitrusting van de soldaten is aanpasbaar met wapens en munitie die op het slagveld worden gevonden.
Het spel is team-gebaseerd. De speler met de hoogste rang stelt het strijdplan op en verdeelt de uitrusting. Andere spelers voeren dit plan uit en passen het aan op basis van de situatie.
Gevechten vinden plaats op kleine kaarten en bestaan uit positioneren, hinderlagen en het benutten van terrein. Er zijn geen respawns. Granaten doorbreken dekking en schakelen vijanden tijdelijk uit. Soldaten die langdurig onder vuur liggen, verliezen nauwkeurigheid.

## Ontwikkeling
De oorsprong van Divided We Fall ligt bij het spel Call of Command, die in 2002 werd ontwikkeld door Antoine Meurillon en Florian Käding, de oprichters van KAVA Game Studio. KAVA Game Studio was gevestigd in Amsterdam en maakte deel uit van het Dutch Game Garden-programma voor startende ontwikkelaars. Het project stond enige tijd bekend als Chain of Command en vervolgens als Call of Combat. Op 4 maart 2016 werd de titel gewijzigd in Divided We Fall, een naam die volgens de ontwikkelaars beter het coöperatieve karakter van het spel weergaf.
In februari 2015 werd een Kickstarter-campagne gehouden onder de naam Call of Combat, met een beoogd doel van 30.000 euro. De campagne slaagde niet, maar de ontwikkeling werd voortgezet. Gedurende deze periode werden functies toegevoegd zoals nieuwe levels, een clansysteem, leaderboards en mogelijkheden voor gezamenlijke planning voor gevechten. Het spel werd op 7 september 2016 uitgebracht via Steam Early Access om feedback van spelers te integreren in het ontwikkelproces. Bij de volledige release in oktober 2017 werd een coöperatieve modus toegevoegd waarin spelers het tegen computergestuurde tegenstanders kunnen opnemen.

## Ontvangst
Tijdens de Early Access-periode werd het spel overwegend positief ontvangen, hoewel het spel in een vroege fase als beperkt werd ervaren. Positieve opmerkingen betroffen de tactische diepgang en de snelle gameplay. Kritiek betrof onder meer het gebrek aan content en de afwezigheid van een meer uitgebreide tutorial en singleplayermodus.
Bij de officiële release waren recensies van spelers en critici gemengd. De voornaamste kwestie die hierbij speelde, was het geringe aantal actieve spelers, wat een probleem vormt voor een spel dat sterk gericht is op multiplayer. De tutorial werd als onvolledig beschouwd, en sommige recensenten merkten inconsistenties op in de spelmechanieken. Strategie kon volgens sommigen naar de achtergrond verdwijnen door dominante tactieken zoals directe aanvallen.